# St. Petrus (Baldenhain)

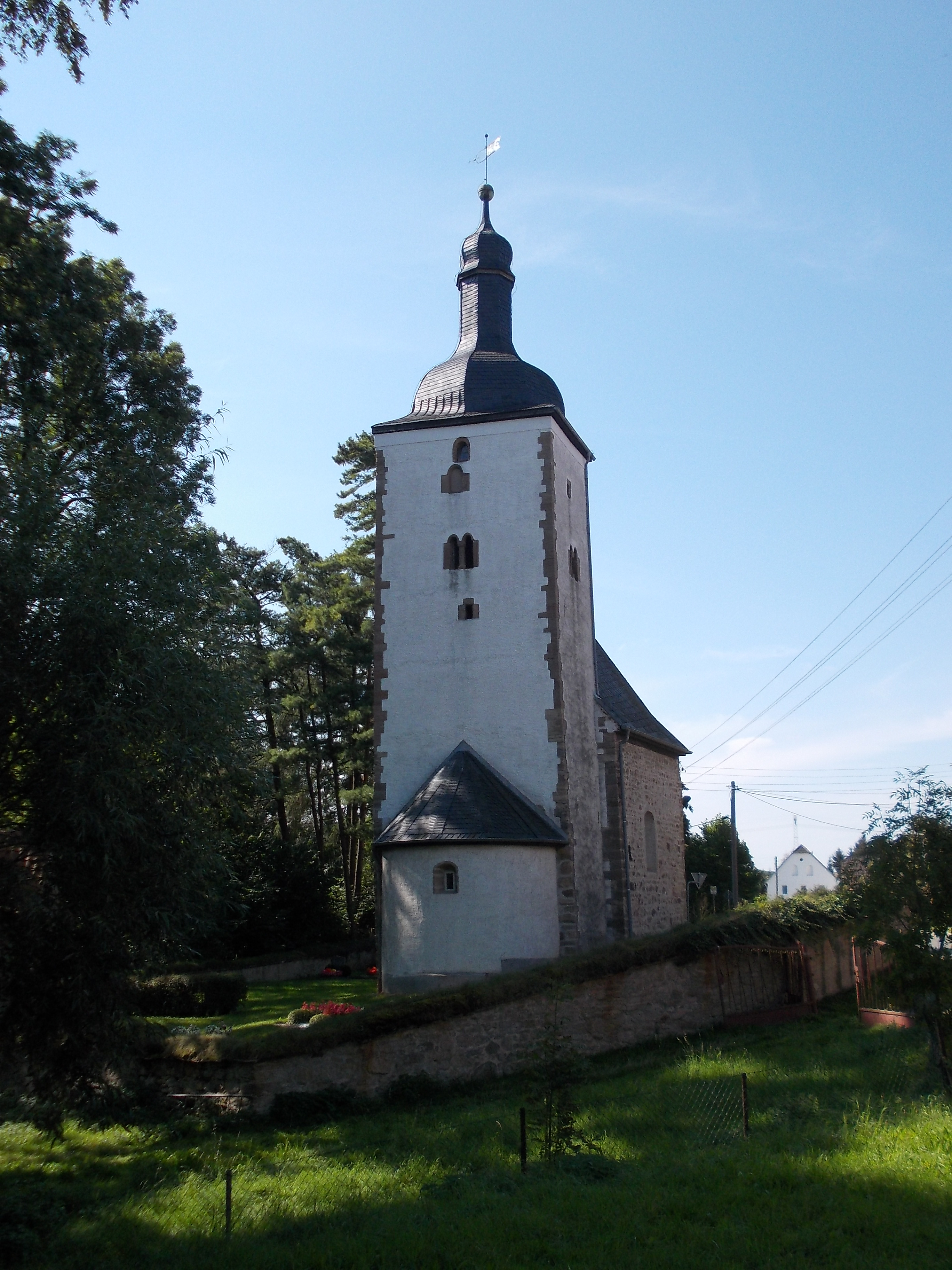
Filialkirche St. Petrus

Die evangelisch-lutherische Filialkirche St. Petrus steht in Baldenhain, einem Ortsteil von Großenstein im Landkreis Greiz in Thüringen.
Die Filialkirche gehört zur Kirchengemeinde Großenstein-Baldenhain im Pfarrbereich Großenstein-Baldenhain im Kirchenkreis Altenburger Land der Evangelischen Kirche in Mitteldeutschland.
Ort und Kirche wurden samt einem Herrn von Baldenhain am 8. Juni 1323 erstmals urkundlich erwähnt. 1381 unterstand der Ort dem Rittergut Nöbdenitz. Die kleine romanische Feldsteinkirche ist ein verputzter Mauerwerksbau mit Ecklisenen. Der eingezogene Chorturm trägt eine geschweifte Haube, bekrönt mit einer Laterne. An ihn schließt sich eine halbrunde Apsis mit Kalotte an. Der Turm hatte zwischenzeitlich einen achteckigen Aufsatz erhalten, wodurch sich dieser um ca. ein Drittel erhöhte. Der Aufsatz wurde später wieder abgetragen und heute sitzt die Haube direkt auf dem Turm. Ursprünglich waren im Turm zwei Glocken. Nur noch die größere der beiden Glocken aus dem Jahre 1493 ist erhalten. Sie trägt die Inschrift: Anno dni mcccclxxxxiii sancte petre ora pro nobis deum amen. Ibs. (Im Jahre des Herrn 1493 Heiliger Petrus betet für unseren Gott. Amen.)
Das im 16. Jahrhundert erbaute, mit einem abgewalmten Satteldach bedeckte Langhaus wurde später verkürzt und die Fenster wurden verändert. An der Süd-, Ost- und Nordseite des Chorturms befinden sich Säulenbiforien.
Die Kapitelle an den Fenstern im Norden und Süden sint mit Eckmasken versehen, die romanischen Kämpfer am Triumphbogen zwischen Kirchenschiff und Apsis mit Platte und Schmiege.
Im 18. Jahrhundert wurde der Innenraum mit volkstümlicher Malerei ausgestattet. Die Brüstungsgemälde der dreiseitigen Emporen zeigen die Anbetung der Könige, die Kreuzigung und die Auferstehung Jesu.
In der Apsis steht ein kleiner Kanzelaltar mit polygonalem Kanzelkorb. Die Ecksäulen sind mit Darstellungen Jesu und der Evangelisten versehen, die Predella mit der Abendmahlsdarstellung.
Die Kirche wurde in den 1980er Jahren renoviert.